# Théâtre pour la jeunesse

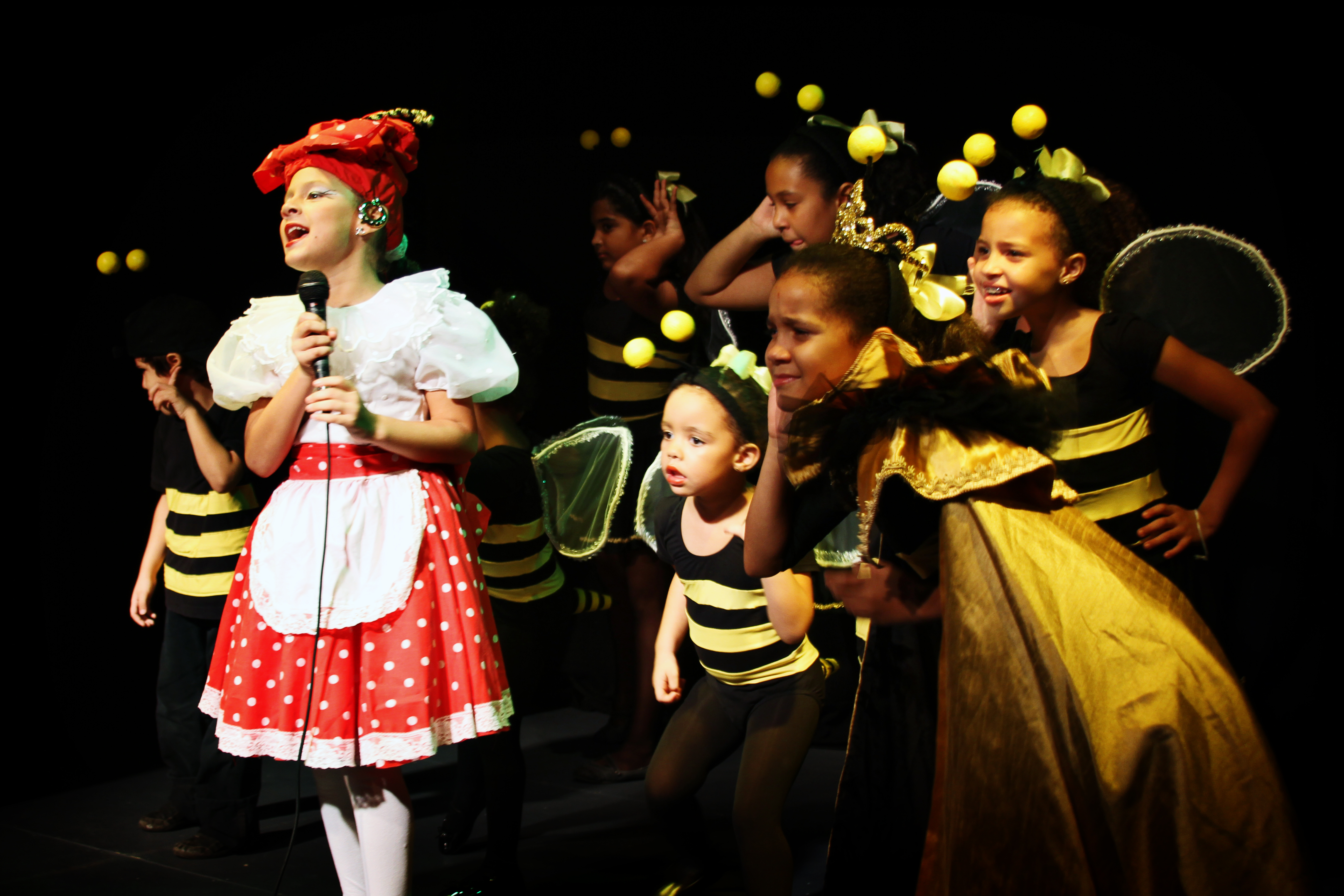
Jeunes acteurs

Le théâtre pour la jeunesse est un type de théâtre qui s'adresse aux jeunes publics. Il peut inclure d'autres formes artistiques comme la danse, le cirque, les marionnettes, etc.
En 2015, le secteur du théâtre jeunesse comportait environ 50 publications par an.
La littérature jeunesse a traditionnellement été porteuse d’une mission pédagogique et s'est apparentée à ses débuts à une apologie des bonnes manières.
Aujourd'hui, c'est une écriture au service de la dénonciation dont les trois thématiques clés sont l'écologie, l'immigration et le consumérisme.

## Troupes de théâtre pour la jeunesse
- National Youth Theatre
- Théâtre de la jeunesse ouvrière
- Théâtre Musirepov pour la jeunesse

## Répertoire du théâtre jeunesse contemporain
La Maison Théâtre : 
- Le Monde comme il est grand de Céline Bernard[3]
- Le Problème avec les couvercles ronds d'Antonio Carmona[3]
- Les Eaux profondes de Céline Bernard[3]

L'Arche jeunesse :
- Dans tes rêves de Christophe Pellet illustré par Mirion Malle[4]
- Sous un ciel de chamaille de Daniel Denis[4]
- Walter, mon ami un peu étrange de Sibylle Berg[4]

## Festival pour jeunes du secondaire
- Rencontre Théâtre Ados